# Giano dell'Umbria
Giano dell'Umbria est une commune italienne d'environ 3 800 habitants, située dans la province de Pérouse, dans la région Ombrie, en Italie centrale.

## Administration
| Période                                  | Période | Identité | Étiquette | Qualité |
| ---------------------------------------- | ------- | -------- | --------- | ------- |
|                                          |         |          |           |         |
| Les données manquantes sont à compléter. |         |          |           |         |

### Hameaux
Bastardo (Giano dell'Umbria)

### Communes limitrophes
Castel Ritaldi, Gualdo Cattaneo, Massa Martana, Montefalco, Spolète